# Abdul Aziz al-Harbi
Abdul Aziz bin Ali al-Harbi (en árabe: عبد العزيز بن علي الحربي; La Meca, 1965) es un ulema saudí y profesor asociado en la Universidad Umm al-Qura en La Meca. Es cofundador y actual presidente de la Academia de la Lengua Árabe en La Meca.

## Carrera
Nacido en La Meca, Harbi memorizó completamente el Corán a la edad de 11 años.
En 1989, Harbi obtuvo un bachiller universitario en letras en exégesis del Corán, conocido por los musulmanes como tafsir, en la Universidad Islámica de Medina. Nueve años después, en 1998, obtuvo su maestría en artes en tradición profética islámica o Sunna, en la Universidad Umm al-Qura  donde, en 2001, obtuvo su doctorado en exégesis coránico. Fue promovido a profesor asociado en la misma universidad en 2006, y actualmente enseña exégesis. También es miembro del consejo académico de la casa de estudios.
Harbi también posee la autorización del Ijazah en los diez Qira'at o métodos variantes de recitar el Corán, con una cadena completa de narración, que se remonta desde los recitadores originales del texto sagrado. Sin embargo, la mayoría de sus obras aborda el campo de la lengua árabe, especialmente en relación con la retórica del árabe.